# Rue de Rome (Tunis)
Pour les articles homonymes, voir Rue de Rome.
La rue de Rome est une voie de Tunis, capitale de la Tunisie.

## Localisation et accès
Elle commence à la place de l'Indépendance au sud et se termine au niveau de l'avenue Habib-Thameur qui la prolonge au nord. Elle est prolongée au sud par la rue Jamel-Abdenasser.
La rue de Rome rencontre les voies suivantes, dans l'ordre des numéros croissants (« g » indique que la rue se situe à gauche, « d » à droite) :
1. avenue de France (g)
2. rue Mohamed-Ali (g)
3. rue Souk-Ahras (g)
4. rue Mokhtar-Attia (d)
5. rue des Tanneurs (g)

Elle est desservie par les stations de métro Place Barcelone et Habib-Thameur.

## Bâtiments remarquables et lieux de mémoire
- Succursale de la Banque de Tunisie, de style néo-mauresque ;
- Ancien siège du Tribunal administratif, construit en 1907, de style éclectique et classé monument historique ;
- Église orthodoxe Saint-Georges, construite en 1901 et de style néo-byzantin ;
- Musée des finances.

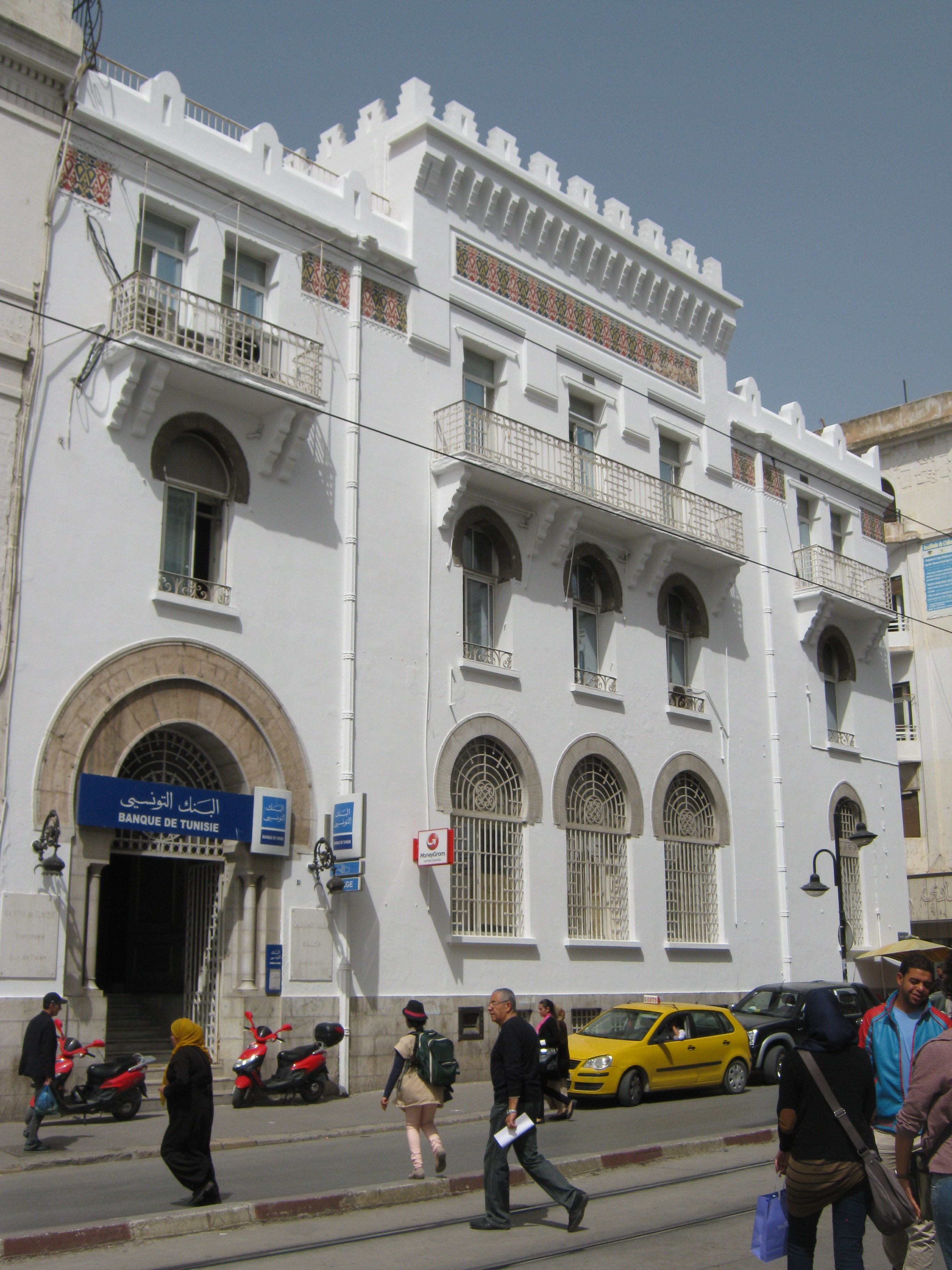
Banque de Tunisie.
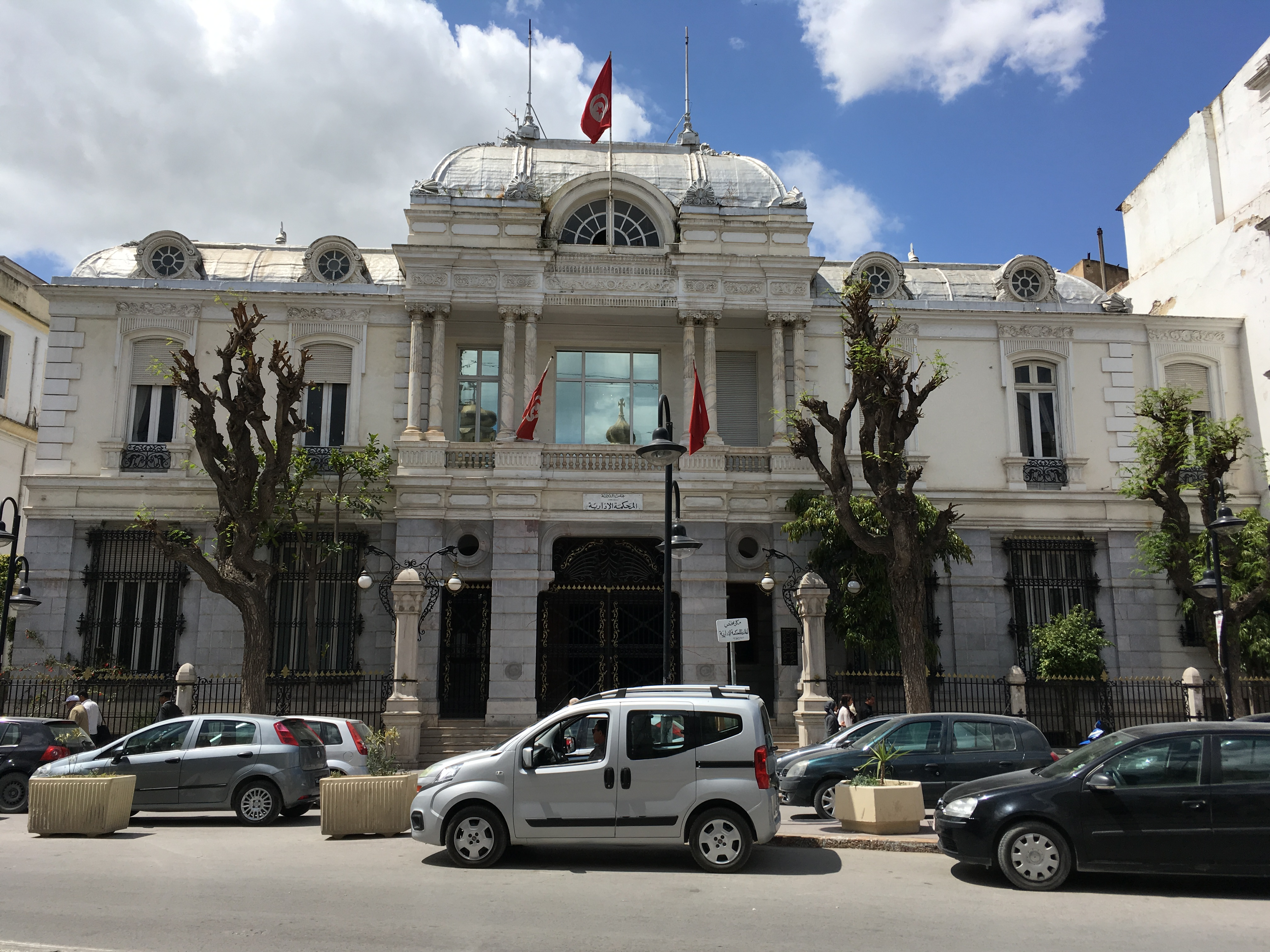
Ancien siège du Tribunal administratif.
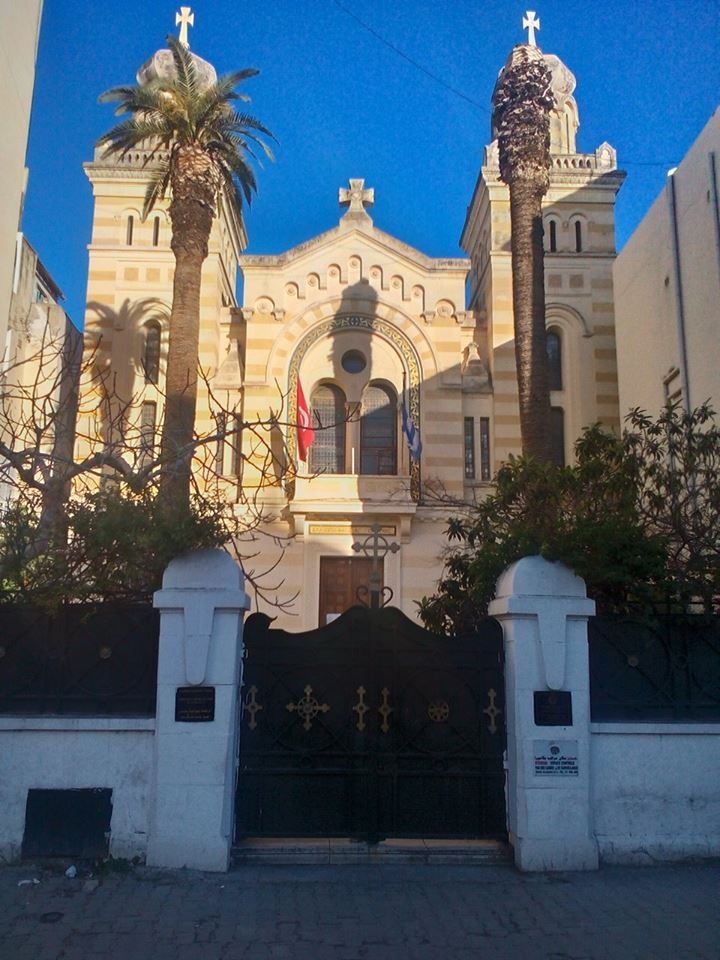
Église Saint-Georges.
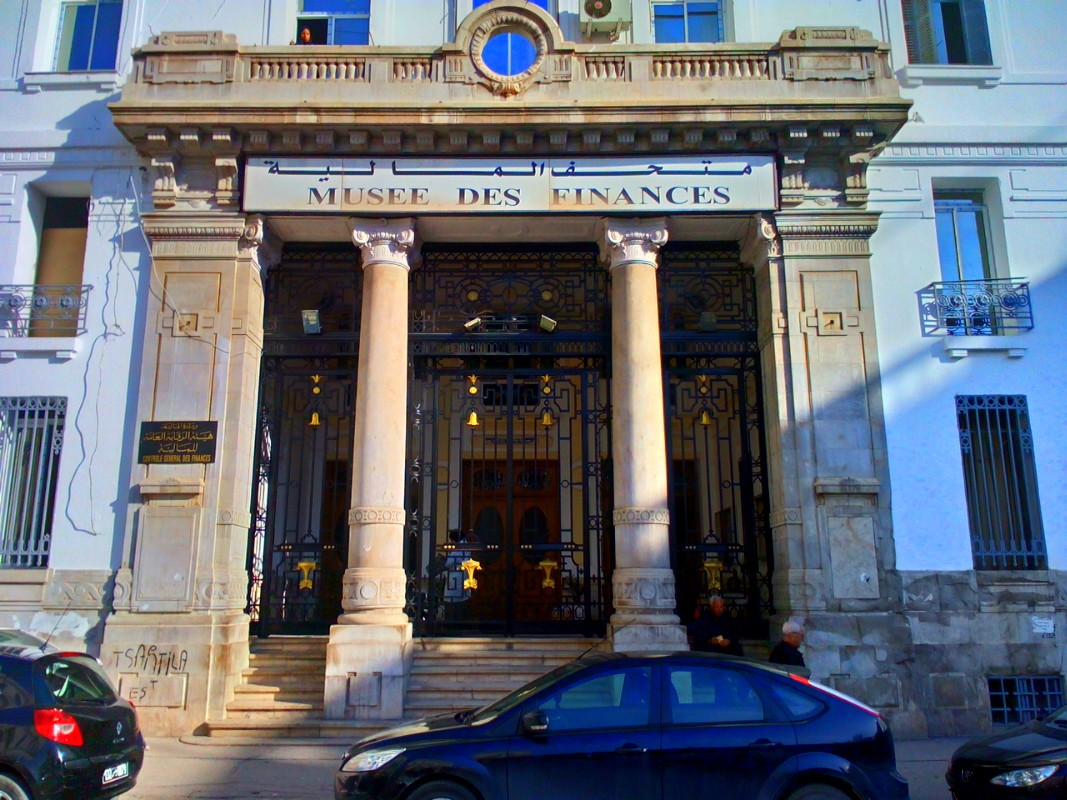
Entrée du musée des finances.

## Bâtiments détruits
- Gare de Tunis-Nord, d'abord dotée d'une toiture curviligne en bois, est reconstruite à la fin du XIXe siècle avec de vastes structures métalliques avant d'être abandonnée et transférée vers l'actuelle place de la République[1].

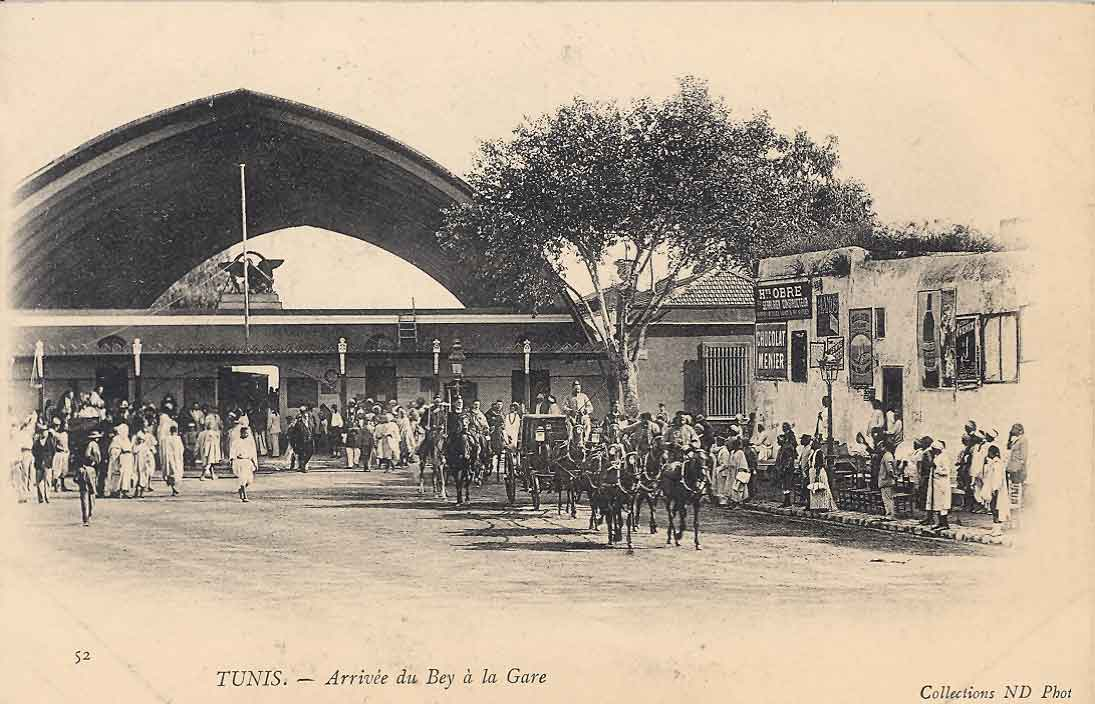
Gare du Nord en 1880.
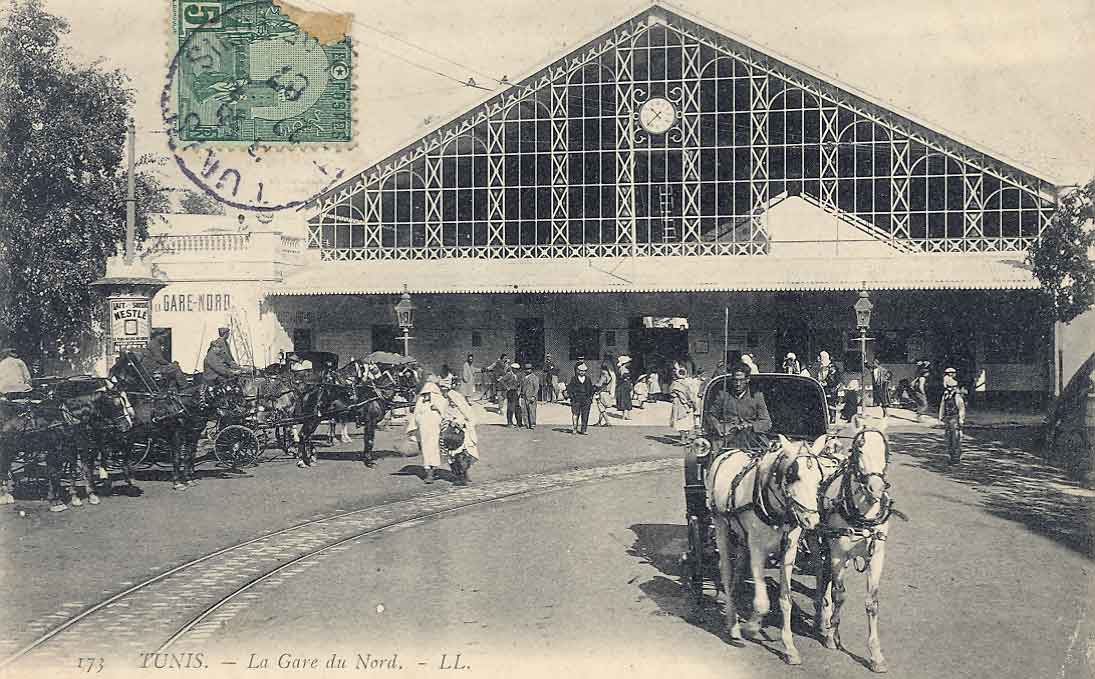
Gare du Nord en 1915.